# チャールズ・レドヘッファー

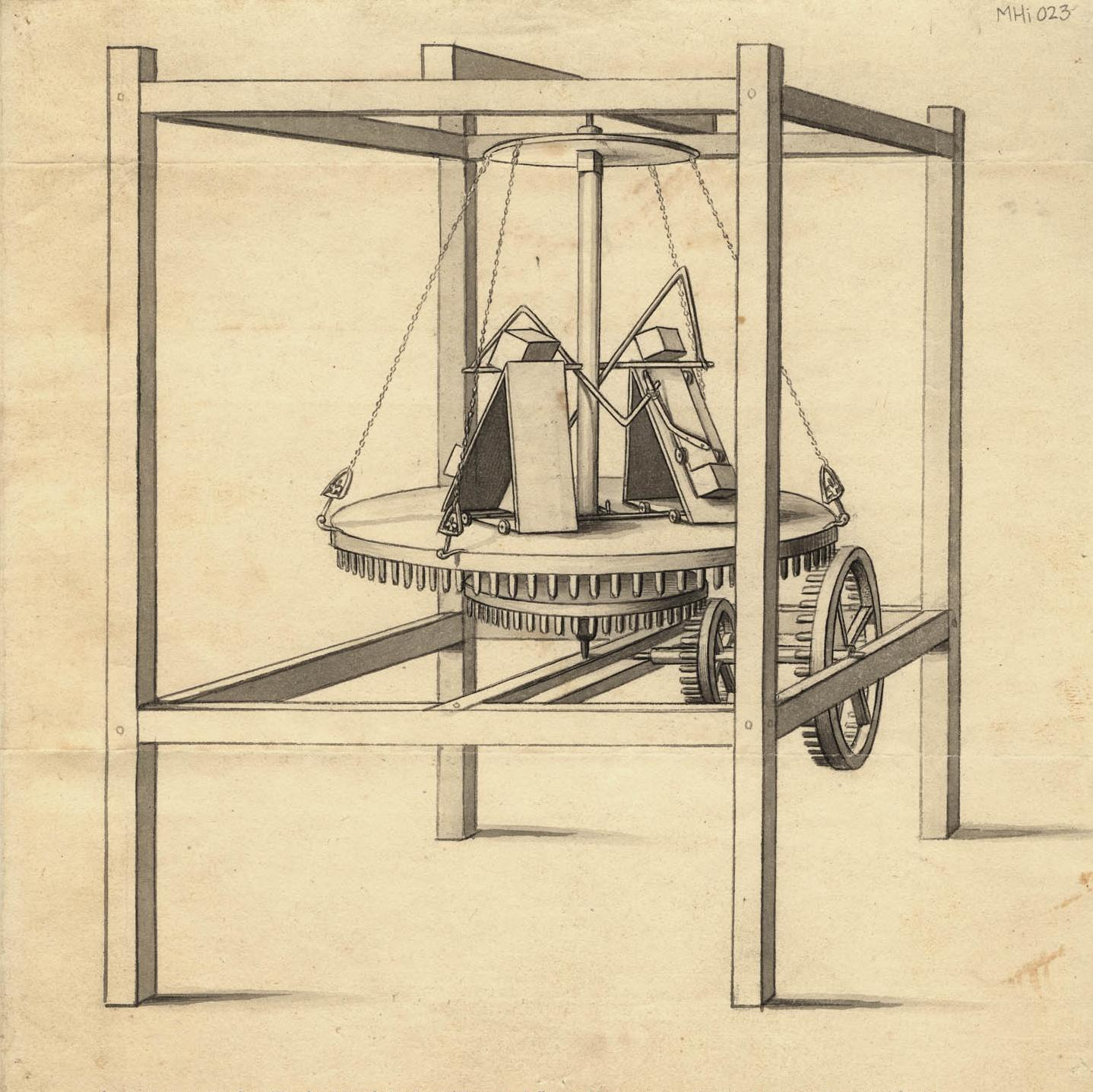
レドヘッファーの永久機関の図、斜面のうえの鉄球の運動で永久運動をしたと称した

チャールズ・レドヘッファー（Charles Redheffer）は19世紀初頭のアメリカ合衆国の発明家を自称する人物である。フィラデルフィアとニューヨークで発明した永久機関を有料で展示し、公的な援助を求めたが、外部の動力で動かしていることが露見した。
1812年にレドヘッファーは機械を持ってフィラデルフィアに現れ、郊外の家に機械を据付け動くのを見せて入場料を取った。現地の新聞で取り上げられ、ペンシルヴァニア州に発明を完成させるための基金を申請した。州が任命した専門家による委員会の調査の時には、部屋が施錠され、鍵がなくなっていたので調査団は窓から覗き込むことになったが、委員の一人が伴った若い息子が装置をつぶさに観察し、装置から出力を取り出すためと称するギヤの磨耗の向きがおかしいことに気づいた。委員はフランクリン協会の技術者に依頼し、架台の中に動力を仕組み、同じように動く複製を製作し、レドヘッファーに見せ詐欺の露見したことを告げ、レドヘッファーはフィラデルフィアを去った。この委員の孫コールマン・セールズがこの出来事の記録を残した。
レドヘッファーは次にニューヨークに現れ、機械の有料展示を始め、最初は人気を集めるが、有名なエンジニア、ロバート・フルトンがその回転音からいかさまを見抜き、見物人とともに板をはがし隠された動力伝達機構を見つけ、屋根裏部屋で、クランクを操作していた老人を発見した。見物人は暴徒と化し、機械を壊し、レドヘッファーを叩きだした。
フランクリン協会が製作したモデルはフランクリン協会で展示された。